# フレッド・ツェラー
フレッド・ツェラー（フランス語: Fred Zeller, 1912年3月26日 - 2003年2月7日）は、フランスの画家、政治活動家。本名は、フレデリック・ビクター・ツェラー。　
戦前戦中期の1930-40年代は、トロツキスト（トロツキー派の共産主義者）でもあった。　また1971年から73年まで仏フリーメイソン（GODF大東社）の、グランドマスターをつとめた。

## 経歴

### 戦前期
1912年にパリで、ドイツ系の家庭に生まれた。
幼年期と初中等教育は、ムラン市のジャック・アミヨ学校で過ごした。 15歳で、バルビゾン派の画家アルマン・カサーニュから、中古の大型ペイントボックスを購入。彼は「ウルム通り装飾美術学校」時代まで、それを継続して使用した。
美術学生仲間のブルーム、ビンセントオリオールらと共に社会主義運動に傾倒し、1932年、パリにて共産主義者で元ロシア防衛大臣のレフ・トロツキーに出あう（のち、トロツキー秘書などを歴任）。1935年ミュルーズ議会で社会党を追放されたあと、「セーヌ青年社会党」の書記長に就任。当時ノルウェーで軟禁されていたトロツキーとも、連絡を保っていた。
帰国後、ツェラーは革命的社会主義青年同盟(JSR)に加入。共産主義トロツキスト連盟の元メンバー、Yvan Craipeau らと共に、第四インターに参加し、戦後も、数年間は活動歴があった。

### 戦中期
ツェラーは、「レジスタンス派の芸術家」として、同胞のドイツ人によるミュンヘン協定及び、ナチス党に反対した。　ナチスドイツ占領下のパリで最初の地下新聞、ボルシェビキ派レーニン主義者の機関誌『プラウダ（仏 La Verite)』の、発行を開始する。
ツェラーはフランスでの革命的全国闘争を呼びかけ全国を駆けまわる中で、ラウス機関(MNR)、議会主義の民族革命派、反議会主義の民族革命派などとの連携 を保持していて、MNRは「欧州社会主義国連合」の創設を主張するようになる。
　

### 戦後期
1945年以降は作画に専念する為、次第に戦闘的な政治活動からは疎遠となっていく。画風は、シュルレアリスムおよび、象徴主義。しかし政治的には依然として、革命的民主同盟の同盟員ではあった。
1948年、ツェラーはエズ村へと引退し、2年後、地元に歴史博物館を設置した。
1953年、当時の秘密結社「フリーメイソン団（GODF）」に入団。1971年には、フリーメーソン団のグランドマスター（棟梁）に、選出される。ツェラーは信念と、確固たる自己の路線に基づき、秘密結社の「公然化」を、推しすすめた。
2003年、仏ベルジュラック市（ドルドーニュ県）にて、90歳で没した。

## エピソード
- 2009年、ツェラー絵画の回顧展が、ENSAM教育研究センタで開催された[3] 。
- 2012年、仏フリーメーソンの「ツェラー顕彰記念集会」が、パリの本部ロッジで開幕された。（その際フリーメーソン団のグランドマスター、Guy Arcizet は、「フリーメーソン団の公然化に最初に貢献したのは、フレッド・ツェラーだった」と、述べた）。

## ビブリオグラフィ
- ツェラー著、『3つの点と、それらの全て』、Robert Laffont 出版 (1976)。
- アランクリビーヌ、ツェラー(共著)、『革命』、Belfond 出版（1977）。

## 注
1. ↑  クリストフ・ニック『トロツキシトたち』Fayard出版、(2002)p.296
2. ↑  ニコラス・ロベールチ『Aの神秘的な左翼』ハルマッタン出版(2011)p.308
3. ↑  Maconniqueのブログ http://www.hiram.be/A-propos-de-Fred-Zeller-peintre-militant-et-Franc-Macon_a2437.html